# Kardynałowie z nominacji Lucjusza II
Papież Lucjusz II (1144-1145) mianował w ciągu swojego krótkiego pontyfikatu dwunastu nowych kardynałów.

## Nominacje 20 maja 1144
1. Ubaldo CanReg – kardynał prezbiter S. Croce in Gerusalemme, zm. 1170
2. Juliusz – kardynał prezbiter S. Marcello, następnie kardynał biskup Palestriny (20 grudnia 1158), zm. w październiku 1164
3. Berard, subdiakon S.R.E. – kardynał diakon Świętego Kościoła Rzymskiego, zm. ok. 1147
4. Guido de Crema[1] — kardynał diakon Świętego Kościoła Rzymskiego, następnie kardynał diakon S. Maria in Portico (22 września 1145), kardynał prezbiter S. Maria in Trastevere (15 marca 1158), od września 1159 w obediencji antypapieża Wiktora IV, Antypapież Paschalis III (22 kwietnia 1164), zm. 20 września 1168

## Nominacje 23 grudnia 1144
1. Waryn CanReg – kardynał biskup Palestriny, zm. 6 lutego 1158
2. Robert Pullen, archidiakon Rochester – kardynał prezbiter Ss. Silvestro e Martino, zm. we wrześniu 1146
3. Guido Puella CanReg – kardynał prezbiter S. Pudenziana, zm. 1157.
4. Villano – kardynał prezbiter S. Stefano in Celiomonte, następnie arcybiskup Pizy (maj 1146), zm. 23 października 1175
5. Giacinto Bobone, subdiakon S.R.E. – kardynał diakon S. Maria in Cosmedin; od 21 marca 1191 papież Celestyn III, zm. 8 stycznia 1198
6. Jordan OCarth – kardynał diakon Świętego Kościoła Rzymskiego, następnie kardynał prezbiter S. Susanna (22 grudnia 1145), zm. 1154
7. Bernard CanReg, przeor Lateranu — kardynał diakon Świętego Kościoła Rzymskiego, następnie kardynał prezbiter S. Clemente (22 grudnia 1145), kardynał biskup Porto e S. Rufina (20 grudnia 1158), zm. 18 sierpnia 1176
8. Cinzio – kardynał diakon Świętego Kościoła Rzymskiego, następnie kardynał diakon Ss. Sergio e Bacco (1145), zm. ok. 1147